# Donata
Donata ist ein weiblicher Vorname. Das männliche Pendant dazu ist Donatus. Der Name stammt aus dem Lateinischen und bedeutet „Die Geschenkte“.
Eine hauptsächlich in Italien beliebte Variante lautet Donatella.

## Bekannte Namensträgerinnen
- Donata († 180), scilitanische Märtyrerin und Heilige

- Donata Benker (* 1982), deutsche Malerin
- Donata Elschenbroich (* 1944), deutsche Pädagogin, Literatur- und Musikwissenschaftlerin sowie Sachbuchautorin
- Donata Helmrich (1900–1986), „Gerechte unter den Völkern“ aus Deutschland, rettete in der NS-Zeit Juden das Leben
- Donata Höffer (* 1949), deutsche Schauspielerin
- Donata Karalienė (* 1989), litauische Ruderin
- Donata Freifrau Schenck zu Schweinsberg (* 1951), deutsche Sozialpädagogin
- Donata Wenders (* 1965), deutsche Fotografin